# جوليا غرانت
جوليا غرانت (بالإنجليزية: Julia Grant)‏ ولدت في ( 26 يناير 1826م - وتوفيت في 14 ديسمبر 1902م )، زوجة رئيس الولايات المتحدة الثامن عشر يوليسيس جرانت، والسيدة أولى للولايات المتحدة الأمريكية من 1869 حتى 1877. نُشرت مذكراتها في عام 1975 بعنوان المذكرات الشخصية لجوليا دينت غرانت.

## النشأة والتعليم
ولدت جوليا بوغز دينت في 26 يناير 1826 في مزرعة وايت هافن غرب سانت لويس بولاية ميزوري. عمل والدها فريدريك دينت (1787-1873) مزارعًا وتاجرًا وامتلك الرقيق، وكانت إلين رينشال دينت والدتها. استعبد فريدريك حوالي 30 أفريقيًا ورفض التفكير في تحريرهم لأسباب أخلاقية، ولم يفعل ذلك إلا عندما أُجبر بموجب قانون التحرر.
كانت جوليا الخامسة من بين ثمانية أطفال، وهي على قرابة بعيدة من جهة الأم بالجنرال الكونفدرالي جيمس لونغستريت. وصفت جوليا طفولتها في مذكراتها بأنها أشبه «بصيف طويل مشمش ومليء بالأزهار والابتسامات».
ارتادت جوليا مدرسة غرافوا بين عامي 1831-1836، وهي مدرسة مختلطة من غرفة واحدة في سانت لويس. وارتادت من سن العاشرة حتى السابعة عشر مدرسة ميسز موروس الداخلية في سانت لويس مع بنات الأثرياء الآخرين. تلقت تعليمها ضمن المدرسة الداخلية خلال الأسبوع، وقضت عطلات نهاية الأسبوع في منزلها في وايت هافن.
اشتهرت عائلة دنت بكونها اجتماعية للغاية، إذ اعتادوا استقبال الزوار من طبقة النخبة في سينسيناتي ولويزفيل وبيتسبرغ. كان ويليام كلارك (من حملة لويس وكلارك) والسياسي ألكسندر ماكنير صديقين للعائلة.
احترفت جوليا الشابة عزف البيانو، وكانت فارسة ماهرة، وقارئة نهمة للروايات.

## الحَوَل
ولدت جوليا بعيب الحَوَل (المعروف أيضًا باسم العيون الحولاء) ما يمنع كلتا العينين من الاصطفاف في نفس الاتجاه. وعندما كانت أصغر سنًا، عرض أحد أفضل الجراحين في البلاد إجراء العملية البسيطة التي من شأنها إصلاح هذا العيب، لكن جوليا لم تتحمس للجراحة ورفضت ذلك.
أعادت جوليا النظر في إجراء الجراحة بعد أن أصبح زوجها رئيسًا، إذ قالت: «لم أمتلك الشجاعة مطلقًا لأوافق، ولكن الآن بعد أن أصبح زوجي مشهورًا للغاية، اعتقدت حقًا أنه يتعيَّن عليَّ محاولة الظهور بشكل جيد ما أمكن». اعترض يوليسيس قائلًا: «أليست هاتين العينين اللتين رأيتك بهما عندما وقعت في حبك؟ أنا أحبهما تمامًا كما هما، وتذكري الآن، ليس عليكِ التدخل بهما. هما ملكي ودعيني أقول لكِ سيدة غرانت، من الأفضل ألا تجري أي تجارب، لأنني قد لا أحبك بنفس القدر مع أي عيون أخرى».
اعتادت جوليا الظهور بوضعية البروفايل الجانبي في الصور، نظرًا لعدم تصحيح حَوَلها أبدًا.

## الخطوبة والزواج من غرانت
كتب فريد دينت إلى أخته عندما كان طالبًا في وست بوينت في نيويورك، وعبر لها عن مدى إعجابه بزميله الطالب يوليسيس غرانت قائلًا: «أريدك أن تتعرفي عليه، إنه مميز كالذهب الخالص». بدأ يوليسيس غرانت بزيارة عائلة دينت في عام 1844. وعندما مات عصفورها الكناري، صنع يوليسيس نعشًا صغيرًا أصفر اللون واستدعى ثمانية من زملائه الضباط لحضور جنازة هذا الطير. طلب يوليسيس من جوليا في أبريل من نفس العام ارتداء خاتمه التخرج كعلامة على رابطتهما الخاصة. ترددت جوليا البالغة من العمر ثمانية عشر عامًا بدايةً، ومن ثم طُلب فوج غرانت إلى لويزيانا، استعدادًا للخدمة في الحرب المكسيكية. انزعجت جوليا لافتراقهما، وراودها ذاك الحلم القوي، والذي أخبرته للعديد من الأشخاص، بأن غرانت سيعود بطريقة ما في غضون أيام، مرتديًا ملابس مدنية ومعلنًا نيته في البقاء لمدة أسبوع. ورغم قلة احتمالية تحقق هذا الحلم، عاد يوليسيس كما توقعت جوليا وأصبح الاثنان مخطوبين.
عاد فوج غرانت في يوليو 1848 إلى الولايات المتحدة، بعد افتراقهما لأربع سنوات، وأخذ إجازة حتى يتمكن من إجراء ترتيبات الزفاف في سانت لويس. رفض والد غرانت، جيسي غرانت، حضور حفل زفافهما (22 أغسطس 1848) معترضًا على امتلاك عائلة جوليا عبيدًا.

## بدايات حياتها الزوجية
عاد يوليسيس إلى الجيش بعد زواجه من جوليا. أنجبت جوليا فريدريك دينت غرانت عام 1850 ويوليسيس سيمبسون غرانت عام 1852، في الوقت الذي أُرسل فيه زوجها إلى الساحل الغربي لعدة سنوات. استقال يوليسيس من الجيش عام 1854 لكرهه البعد عن عائلته، وانتقل إلى مزرعة صغيرة تسمى «هاردسكرابل» في سانت لويس.
اشترى يوليسيس عبدًا من فريد شقيق جوليا وزميله السابق في وست بوينت. ولكن من دون أي تفسير، مثُل غرانت أمام المحكمة في 20 مارس 1859، وحرر عبده بدلًا من بيعه، في الوقت الذي كان فيه مديونًا وبالكاد يستطيع إطعام عائلته.
أصيب يوليسيس بالملاريا ولم يتمكن من إدارة مزرعته. انتقلت الأسرة للعيش مع والدي جوليا في وايت هافن. وقد تولى بمجرد تعافيه وظيفة في جمع الإيجارات لشركة عقارية في سانت لويس، لكنه لم يستطع كسب المال الكافي. نفذت خيارات غرانت بحلول عام 1860، فطلب المساعدة من والده. عُرض عليه وظيفة في شركة فاميلي ليذر التجارية، حيث عمل مع شقيقيه الأصغر. كسب 600 دولار سنويًا، وقطع شوطًا طويلًا نحو إخراج عائلته من الديون، لذلك قام بنقل جوليا والأطفال إلى إلينوي.

## الحرب الأهلية
ساعد يوليسيس في بداية الحرب الأهلية في تنظيم المتطوعين وسرعان ما تولى قيادة قوات إلينوي. رُقّي إلى رتبة عميد ثم لواء. أرسل يوليسيس لجوليا عندما شعر بالوحدة، فتركت الأطفال مع أقاربها وبقيت معه على مدار الحرب الأهلية، خلال الحملات في ممفيس وفيكسبيرغ وناشفيل وفيرجينيا. قطعت جوليا أكثر من 10000 ميل خلال أربع سنوات- حوالي 4000 منها خلال العام الأول فقط- لتكون مع زوجها. عاشت جوليا في والتر بليس، قصر ما قبل الحرب في هولي سبرينغز بولاية ميسيسيبي. عندما داهم الجنرال الكونفدرالي إيرل فان دورن المنزل، لم يسمح له المالك المؤيد للاتحاد بالدخول قبل خروجها. رفع وجود جوليا معنويات زوجها وعزز ثقته بنفسه. عندما عين لينكولن غرانت قائدًا لجيوش الاتحاد في عام 1864، أرسل الرئيس لجوليا من أجل الانضمام إلى زوجها، مدركًا التأثير الإيجابي الذي تركته فيه.

## آراؤها حول حقوق المرأة
عُرفت بدفاعها القوي عن حقوق المرأة بشكل عام، ورفضت السماح بإلقاء النكات على حساب النساء بحضورها. غضبت من أولئك الذين شككوا في قدرات المرأة أو مساواتها، كما عند اكتشاف بريغهام يونغ عندما استجوبته السيدة الأولى حول ممارسة تعدد الزوجات في كنيسة يسوع المسيح لقديسي الأيام الأخيرة وتأثيرها السلبي على النساء. رغم إيمانها بقدرات المرأة، لم تكن على يقين بأحقية عمل المرأة، ولم تدعم علنًا حق المرأة في التصويت على الرغم من أنها رفضت التوقيع على عريضة مناهضة للاقتراع، وهو إغفال واضح للكثيرين.

## روابط خارجية
- جوليا غرانت على موقع IMDb (الإنجليزية)
- جوليا غرانت على موقع الموسوعة البريطانية (الإنجليزية)
- جوليا غرانت على موقع إن إن دي بي (الإنجليزية)